# 佐藤重喜
佐藤 重喜（さとう しげき、1937年5月30日 - 2015年4月11日）は、日本の経営者。文化放送社長を務めた。

## 来歴・人物
新潟県出身。1962年に早稲田大学院文学研究科を修了し、同年に文化放送に入社。1990年6月に取締役に就任し、1995年6月に常務を経て、1999年3月に社長に就任。2007年6月に会長に就任。
フジ・メディア・ホールディングス、フジテレビジョン各取締役、日本民間放送連盟常任理事なども歴任。
2014年4月に旭日中綬章を受章。
2015年4月11日肺炎のために死去。77歳没。